# Eidgenössische Volksabstimmung über die Änderung des Bundesgesetzes über Filmproduktion und Filmkultur
Die eidgenössische Volksabstimmung über die Änderung des Bundesgesetzes über Filmproduktion und Filmkultur (Filmgesetz, FiG) war eine Volksabstimmung auf nationaler Ebene, die am 15. Mai 2022 stattfand. Die Änderung des Filmgesetzes sah eine Investitionspflicht und eine Quote von europäischen Produktionen für Streamingdienste vor. Gegen diese Gesetzesänderung kam das fakultative Referendum zustande, weshalb sie dem Volk zur Abstimmung unterbreitet wurde. Dieses nahm die Vorlage mit 58,4 % Ja-Stimmen an.

## Inhalt der Vorlage
Bundesrat und Parlament wollten, dass neben den Fernsehsendern auch die inländischen und ausländischen Streamingdienste 4 % ihres in der Schweiz erzielten Umsatzes in das Schweizer Filmschaffen investieren müssen. Diese Abgabenpflicht gilt auch für ausländische Fernsehsender, die in der Schweiz Werbeblöcke gezielt für das Schweizer Publikum senden und damit auf dem hiesigen Werbemarkt Geld verdienen. Das Bundesamt für Kultur schätzt, dass durch diese Erweiterung der Investitionspflicht zusätzliche 18 Millionen Franken zu Schweizer Filmschaffenden fliessen werden. Den Abgabepflichtigen steht es frei, wie sie ihre Investition tätigen wollen. Sie können etwa bestehende Filme einkaufen, sich an einer Produktion beteiligen oder einen Film oder eine Serie nach einer eigenen Idee in Auftrag geben. Es steht ihnen ausserdem frei, in welches Genre sie investieren – seien es Animations- oder Dokumentarfilme. Sie müssen alle vier Jahre einen Nachweis liefern, dass die notwendigen Investitionen getätigt worden sind. Sollte dies nicht der Fall sein, haben sie eine Ersatzabgabe zu entrichten, die der Schweizer Filmförderung zugutekommt. Abgesehen von der Abgabepflicht sieht die Gesetzesänderung eine 30 %-Quote an europäischen Produktionen für Streamingdienste vor. Für Schweizer Filme gibt es keine Quote.

## Behandlung

### Vorverfahren
Am 29. Mai 2019 eröffnete der Bundesrat die Vernehmlassung zum Entwurf der Kulturbotschaft 2021–2024. Die interessierten Kreise konnten bis zum 20. September 2019 Stellung nehmen. Die Kulturbotschaft handelt nicht nur von der Änderung des Filmgesetzes, sondern sie behandelt auch die Änderung von vier weiteren Bundesgesetzen sowie den Antrag auf Verabschiedung von sechs Bundesbeschlüssen. Die Änderung des Filmgesetzes war eine der wenigen kontroversen Vorlagen während der Vernehmlassung. So verlangte beispielsweise die SRG, dass die vorgesehene Investitionspflicht auf ausländische Fernsehveranstalter mit Werbefenstern in der Schweiz ausgedehnt wird. Zudem forderten verschiedene Kreise, dass die bereits bisher für Schweizer Fernsehveranstalter bestehende Investitionspflicht neu im Filmgesetz geregelt und dessen Vollzug an das BAK übertragen wird. Zuvor wurde sie im Bundesgesetz vom 24. März 2006 über Radio und Fernsehen (RTVG) geregelt. Beiden Anträgen kam der Bundesrat nach und passte die Vorlage dementsprechend an.

### Beratung in den Eidgenössischen Räten
Der Nationalrat befasste sich als Erstrat in der Herbstsession 2020 mit der Vorlage. Die Berichterstatter – Matthias Aebischer (SP) und Marie-France Roth Pasquier (Die Mitte) – der Kommission für Wissenschaft, Bildung und Kultur (WBK), die das Geschäft vorberaten hatte, sprachen sich dafür aus, dass der Nationalrat die Änderung des Filmgesetzes annimmt. Sie betonten, wie wichtig es sei, dass Schweizer Produktionen auf Streaming-Plattformen und Fernsehsendern gezeigt werden. Eine Minderheit um Christian Wasserfallen (FDP) beantragte Nichteintreten, denn durch die Festsetzung einer 30 %-Quote würde die Wahlfreiheit der Konsumenten eingeschränkt. Der Antrag Wasserfallens wurde mit 123 zu 62 Stimmen bei einer Enthaltung verworfen. Eine durch Philipp Kutter (Die Mitte) vertretene Minderheit beantragte die Rückweisung der Vorlage an den Bundesrat, weil sie die Einführung einer Investitionspflicht für Online-Anbieter in der Höhe von 4 Prozent ihrer Bruttoeinnahmen ablehnte. In der Detailberatung war vor allem die Höhe der Investitionspflicht, die der Bundesrat bei 4 % ansetzte, strittig. Der Nationalrat musste über drei Anträge zu einer Modifikation dieses Prozentsatzes befinden: Ein Antrag, geführt von Sandra Locher Beguerel (SP), forderte eine Erhöhung des Betrags auf 5 %. Ein zweiter, von Lilian Studer (Die Mitte) stammend, war dafür, von 4 % auf 3 % herunterzugehen, und der letzte Antrag von Philipp Kutter forderte eine Senkung auf 1 %. Der Nationalrat nahm den letzten Antrag an.
In der Gesamtabstimmung beschloss der Nationalrat mit 128 zu 60 Stimmen bei vier Enthaltungen die Annahme des Entwurfs des Filmgesetzes. Die Fraktion der Schweizerischen Volkspartei (SVP) stimmte geschlossen gegen den Entwurf, und auch sechs Mitglieder der FDP-Liberalen Fraktion lehnten ihn ab. Alle Mitglieder der übrigen Fraktionen stimmten für die Vorlage, mit Ausnahme von zwei Enthaltungen in der Sozialdemokratischen Fraktion, einer Enthaltung in der Mitte-Fraktion und einer Enthaltung in der Grünen-Fraktion.
Im Ständerat begann die Beratung der Vorlage in der Sommersession 2021. Auch in der kleinen Kammer gab es mehrere Anträge zur Investitionspflicht. So beantragte die Kommissionsmehrheit, den vom Bundesrat vorgesehenen Prozentsatz von 4 % im Gesetz festzuschreiben und eine Ersatzabgabe auszuschliessen. Ein Antrag von Andrea Gmür-Schönenberger (Die Mitte) sah dieselbe Höhe vor, wollte aber die Möglichkeit einer Ersatzabgabe bestehen lassen. Eine zweite Minderheit um Jakob Stark (SVP) wollte an der Ersatzabgabe festhalten, beantragte aber, den Beitrag für die Filmanbieter nur auf 2 % zu erhöhen. In der Abstimmung obsiegte der Antrag von Andrea Gmür und der Ständerat nahm die Vorlage in der Gesamtabstimmung mit 35 zu neun Stimmen bei einer Enthaltung an. Da die Beschlüsse der beiden Räte auseinandergingen (der Nationalrat war für 1 %, der Ständerat für 4 %), wurde das Differenzbereinigungsverfahren eingeleitet. Damit die Vorlage verabschiedet werden konnte, mussten diese Differenzen beseitigt werden. In der Folge stimmte der Nationalrat (mit 119 zu 71 Stimmen) auf Antrag seiner Kommission, dem ständerätlichen Beschluss zu folgen und den Prozentsatz bei 4 % anzusetzen.
Die Schlussabstimmungen fanden am 1. Oktober 2021 statt. Der Ständerat nahm das Gesetz mit 32 zu acht Stimmen bei vier Enthaltungen an. Die Gegner des Gesetzes stammten aus den Fraktionen der FDP-Liberalen und der SVP. Der Nationalrat stimmte dem Gesetz mit 124 zu 67 Stimmen bei drei Enthaltungen zu. Die Sozialdemokratische, die Grünliberale und die Grüne Fraktion sprachen sich einstimmig für die Vorlage aus, ebenso wie die Mehrheit der Mitte-Fraktion und der FDP-Liberalen-Fraktion. Die Mitglieder der SVP-Fraktion stimmten mit Ausnahme einer Enthaltung geschlossen gegen das Gesetz.

## Fakultatives Referendum

### Chronologie
Am 1. Oktober 2021 fällten die Eidgenössischen Räte die Entscheidung, die Änderung des Filmgesetzes anzunehmen. Daraufhin begann die Referendumsfrist – also die 100 Tage, in denen man 50'000 Unterschriften sammeln muss, damit das fakultative Referendum zustande kommen kann –, die am 20. Januar 2022 endete.   Am selben Tag wurden auch die Unterschriften bei der Bundeskanzlei eingereicht, die am 14. März 2022 das Zustandekommen mit 51'972 gültigen Unterschriften verfügte.

### Stellungnahmen

#### Argumente des Referendumskomitees
Das Referendumskomitee sah in der Implementierung der 30 %-Quote einen Eingriff in die Freiheit der Medienkonsumierenden, denn diese Filme hätten keinen Qualitätsvorgaben zu genügen und müssten vom Streaminganbieter besonders gekennzeichnet werden. Die Quote schade zudem noch der Vielfalt, zumal (beliebte) Filmproduktionen aus aller Welt weniger Platz im Filmkatalog erhielten; das sei ein «Schlag ins Gesicht von uns Konsumierenden». Die Investitionspflicht werde zu einer Erhöhung der Preise für ein Abonnement führen, weil die Unternehmen 4 % ihres Schweizer Umsatzes abgeben und diesen Verlust kompensieren müssten. Abgesehen hiervon seien 4 % zu hoch; kaum ein anderes Land im europäischen Raum kenne derartig hohe Abgaben. Zuletzt werde mit dieser Investitionspflicht ein gefährlicher Präzedenzfall geschaffen, denn es drohe, dass künftig auch andere Akteure (Spotify, Apple Music z. B.) mit ähnlichen Massnahmen belegt werden.

#### Argumente von Bundesrat und Parlament
Bundesrat und Parlament waren der Ansicht, die Gesetzesänderung schliesse eine Lücke, denn Streamingdienste müssten nach geltender Rechtslage keine Abgabe entrichten, Schweizer Fernsehsender jedoch schon. Damit werde für Gleichbehandlung gesorgt. Mit dem Gesetz verteidige die Schweiz ihre Interessen, wie es andere Länder auch täten. Die Investitionspflicht sorge dafür, dass zumindest ein kleiner Teil der hier erzielten Umsätze in der Schweiz bleibt. Damit würden Arbeitsplätze geschaffen und Aufträge für das lokale Gewerbe generiert. Dass die Freiheit der Konsumenten wegen der 30 %-Quote eingeschränkt würde, stimme nicht, denn sie werde heute schon erfüllt. Auch werde sich wohl die Investitionspflicht nicht auf die Preise für ein Abonnement auswirken, denn selbst in Ländern mit sehr hohen Ansätzen könne kein Zusammenhang zwischen Regulierung und Preisen festgestellt werden.

## Volksabstimmung

### Abstimmungsfrage
«Wollen Sie die Änderung vom 1. Oktober 2021 des Bundesgesetzes über Filmproduktion und Filmkultur (Filmgesetz, FiG) annehmen?»

### Haltungen
Ja-Parole: EVP, glp, Die Mitte, SP, Grüne, PdA
Nein-Parole: SVP, FDP, EDU

### Ergebnisse
| Kanton                           | Ja (%)  | Nein (%) | Beteiligung (%) |
| -------------------------------- | ------- | -------- | --------------- |
| Zürich                           | 55,58 % | 44,42 %  | 44,94 %         |
| Bern                             | 59,76 % | 40,24 %  | 60,27 %         |
| Luzern                           | 56,04 % | 43,96 %  | 40,57 %         |
| Uri                              | 49,80 % | 50,20 %  | 31,27 %         |
| Schwyz                           | 42,43 % | 57,57 %  | 44,18 %         |
| Obwalden                         | 45,80 % | 54,20 %  | 38,86 %         |
| Nidwalden                        | 49,59 % | 50,41 %  | 44,68 %         |
| Glarus                           | 51,89 % | 48,11 %  | 38,33 %         |
| Zug                              | 52,04 % | 47,96 %  | 45,36 %         |
| Freiburg                         | 63,92 % | 36,08 %  | 33,15 %         |
| Solothurn                        | 53,75 % | 46,25 %  | 38,22 %         |
| Basel-Stadt                      | 66,22 % | 34,78 %  | 45,21 %         |
| Basel-Landschaft                 | 55,87 % | 44,13 %  | 39,75 %         |
| Schaffhausen                     | 42,44 % | 57,56 %  | 62,64 %         |
| Appenzell Ausserrhoden           | 51,99 % | 48,01 %  | 43,18 %         |
| Appenzell Innerrhoden            | 47,82 % | 52,18 %  | 33,01 %         |
| St. Gallen                       | 50,63 % | 49,37 %  | 59,20 %         |
| Graubünden                       | 56,62 % | 43,38 %  | 43,43 %         |
| Aargau                           | 52,30 % | 47,70 %  | 37,74 %         |
| Thurgau                          | 49,62 % | 50,38 %  | 38,38 %         |
| Tessin                           | 58,10 % | 41,90 %  | 38,98 %         |
| Waadt                            | 76,14 % | 23,86 %  | 38,45 %         |
| Wallis                           | 58,95 % | 41,05 %  | 37,68 %         |
| Neuenburg                        | 70,48 % | 29,52 %  | 34,94 %         |
| Genf                             | 74,56 % | 25,44 %  | 40,81 %         |
| Jura                             | 64,71 % | 35,29 %  | 42,49 %         |
| Schweizerische Eidgenossenschaft | 58,42 % | 41,58 %  | 40,03 %         |

## Mediale Rezeption
Die Vorlage erlangte schon relativ früh (ca. 1 Monat vor der Abstimmung) Aufmerksamkeit bei der Bevölkerung und den Medien. Das lag einerseits daran, dass sie die erste der drei Vorlagen vom 15. Mai 2022 war, über die die Debatte in der Arena stattfand. Andererseits sorgte ein Fehler im Abstimmungsbüchlein für vermehrte mediale Berichte. Es handelte sich um einen Fehler auf der Karte der Seite 13, die abbildete, dass die Slowakei keine Abgabenpflicht für Streaminganbieter habe. Kontroverser diskutiert wurde aber ein anderer Aspekt, und zwar eine angebliche Ungenauigkeit, gegen die das Referendumskomitee eine Beschwerde einreichte. Das Referendumskomitee monierte, dass nicht zwischen den Formen der Abgabepflichten unterschieden werde. Denn der Bericht, auf dem besagte Karte beruht, unterscheide zwischen «Mandatory Investments» und «General Obligations», die nicht in einen Topf geworfen werden dürften. Obwohl die Bundeskanzlei die Angaben auf der Karte präzisierte, hielt das Referendumskomitee an seiner Beschwerde fest. Das wurde damit begründet, dass die bereits physisch ausgestellten Exemplare des Abstimmungsbüchleins (jeder Stimmberechtigte erhält eines nach Hause zugesendet) nicht mehr geändert werden können und ein signifikanter Teil der Meinungsbildung durch sie erfolge. Abgesehen davon habe die Bundeskanzlei davon abgelassen, die Präzisierungen einzuordnen. Deswegen verlangte das Komitee, dass der Stimmbevölkerung eine korrigierte Fassung der Karte zugestellt werden solle, was jedoch nicht geschah.